# Zanddijk (dijk)

Getekende kaart uit 1810 met bovenin de Zanddijk

De Zanddijk is een zeedijk in de gemeenten Den Helder en Schagen. Het is gelegen tussen het voormalige waddeneiland Huisduinen en het bij de aanleg van de dijk ontstane Groote Keeten. De weg langs de dijk heet in gemeente Den Helder Zanddijk en in gemeente Schagen Duinweg/N502. Een paar honderd meter ten zuiden van de Callantsogervaart staat op de dijk vuurtoren Groote Kaap. De dijk is onderdeel van het Natura 2000-gebied Duinen Den Helder-Callantsoog.
Ter hoogte van Julianadorp ligt tegen de Zanddijk de badplaats Julianadorp aan Zee. Over de dijk lopen vijf strandslagen, van noord naar zuid zijn dit Duinoord, Falga, De Zandloper, Julianadorp en Drooghe Weert. Langs en over de dijk zijn fiets- en wandelpaden te vinden, onderdeel van de internationale kustroute LF1.

## Geschiedenis
De dijk is aangelegd in een waddengebied dat Buitenveld werd genoemd. Hierin lagen een aantal nollen (duintjes) die die bij hoog water droog bleven, maar de rest liep bij vloed onder water. In het westen lag een strandwal die alleen bij hoge vloed overstroomde. Er lagen een aantal zwinnen op de plek van de huidige dijk, deze hadden de namen Heersdiep, Buysegat en Cleygat (ook wel Scoutegat). In 1610 werd de Zanddijk aangelegd om nieuwe bedijkingen van de polders Zijpe en Wieringerwaard te beschermen. De Zanddijk werd ook wel Van Oldenbarneveltsdijk genoemd, naar landsadvocaat Johan van Oldenbarnevelt die grond bezat in deze polders. Voor de bouw werd een grote keet neergezet, hier zou later Grote Keeten ontstaan. Noorderlijker werd een kleine keet gebouwd op de plek waar nu hoeve Kleine Keet te vinden is.
Nadat de dijk was aangelegd groeide deze door het planten van helmgras steeds verder aan. Halverwege de 18e eeuw was de dijk al zodanig aangegroeid dat er weinig plekken waren waar de gedaante van een dijk nog te vinden was. De aanleg van de dijk vormde een begin van de inpoldering Koegras, deze werd pas echt ingepolderd na realisatie van het Noordhollandsch Kanaal tweehonderd jaar later. De aanleg van de dijk zorgde voor een vaste verkeersverbinding van de dorpen Huisduinen en Helder met het zuidelijker gelegen Callantsoog.
De dijk was in 1799 het toneel van de Brits-Russische expeditie naar Noord-Holland. Noordelijk van strandslag Julianadorp zijn op de dijk drakentanden uit de Tweede Wereldoorlog te vinden. In 1958 werd tegen het zuidelijk deel van de dijk luchtdoelartilleriegeschut Botgat, met cirkelvormige startbaan, aangelegd. In de tweede helft van de 20e eeuw lag er een vuilstortplaats in de duinen aan de dijk iets ten noorden van Kleine Keet.